# Alex Webster (muzyk)
Alex Webster (ur. 25 października 1969 w Akron) – amerykański muzyk, kompozytor, autor tekstów i instrumentalista. Alex Webster znany jest przede wszystkim jako basista i współzałożyciel grupy muzycznej Cannibal Corpse. Od 2005 roku członek formacji Blotted Science. Webster współpracował ponadto z takimi grupami jak: Hate Eternal, Beyond Death, Unmerciful oraz Alas. Muzyk gra m.in. na instrumentach firmy Modulus. W 2011 roku firma Spector wprowadziła do sprzedaży sygnowany przez muzyka instrument pod nazwą Spector Alex Webster Signature Bass będący pochodną modelu Euro5LX.

## Instrumentarium
- Spector Alex Webster Signature Bass[6]
- Spector Euro 5LX Bass[6]
- SWR SM-1500 Amplifier[6]
- SWR Megoliath 8×10 Cabinets[6]
- SWR 750X Amplifier[6]

## Dyskografia
- Cannibal Corpse – Eaten Back to Life (1990, Metal Blade Records)
- Cannibal Corpse – Butchered at Birth (1991, Metal Blade Records)
- Cannibal Corpse – Tomb of the Mutilated (1992, Metal Blade Records)
- Cannibal Corpse – The Bleeding (1994, Metal Blade Records)
- Alas – Engulfed In Grief (1996, wydanie własne)[7]
- Cannibal Corpse – Vile (1996, Metal Blade Records)
- Hate Eternal – Engulfed In Grief / Promo '97 (1997, split z Alas, wydanie własne)
- Cannibal Corpse – Gallery of Suicide (1998, Metal Blade Records)
- Cannibal Corpse – Bloodthirst (1999, Metal Blade Records)
- Cannibal Corpse – Gore Obsessed (2002, Metal Blade Records)
- Cannibal Corpse – The Wretched Spawn (2004, Metal Blade Records)
- Unmerciful – Unmercifully Beaten (2006, Unique Leader Records, gościnnie)[8]
- Cannibal Corpse – Kill (2006, Metal Blade Records)
- Blotted Science – The Machinations of Dementia (2007, EclecticElectric)[9]
- Hate Eternal – Fury and Flames (2008, Metal Blade Records)
- Cannibal Corpse – Evisceration Plague (2009, Metal Blade Records)
- Blotted Science – The Animation of Entomology (2011, EclecticElectric)[10]
- Cannibal Corpse – Torture (2012, Metal Blade Records)[11]

## Filmografia
- 666 - At Calling Death (1993, film dokumentalny, reżyseria: Matt Vain)
- Ace Ventura: Psi detektyw (jako on sam, członek Cannibal Corpse; 1994, komedia, reżyseria: Tom Shadyac)[12]
- Metal: A Headbanger’s Journey (2005, film dokumentalny, reżyseria: Sam Dunn, Scot McFayden)[13]